# 1,6-Dioxaspiro(4.4)nonan-2,7-dion
1,6-Dioxaspiro[4.4]nonan-2,7-dion oder Spirodilacton ist eine von der Dicarbonsäure 4,4-Dihydroxypimelinsäure abgeleitete Spiroverbindung, die durch zweifache innere Esterbildung zu einem symmetrischen Dilacton entsteht. Der Kurzname Spirodilacton wird gelegentlich auch für das benzanellierte Spiro[2-benzofuran-3,5'-oxolan]-1,2'-dion verwendet. Die außerordentlich einfache Zugänglichkeit von 1,6-Dioxaspiro[4.4]nonan-2,7-dion aus der Plattformchemikalie Bernsteinsäure könnte der Verbindung interessante Zukunftsperspektiven eröffnen. Das Dilacton ist bereits als Ausgangsstoff für den Heterocyclus Pyrrolizidin, für das Polyol 3-Hydroxymethyl-1,3,6-hexantriol, für Ester der γ-Ketopimelinsäure und als Dicarbonsäurederivat für funktionelle Polymere, wie Polyether und Polyamide beschrieben.

## Vorkommen und Darstellung
1,6-Dioxaspiro[4.4]nonan-2,7-dion (hier als Dilacton der Acetondiessigsäure oder Hydrochelidonsäure bezeichnet) wurde erstmals 1889 von J. Volhard beim Erhitzen von Bernsteinsäure oder Bernsteinsäureanhydrid und Abspaltung von Kohlendioxid erhalten und 1892 weiter charakterisiert.
Zwar geht die bei der Reaktion eingesetzte Bernsteinsäure bzw. ihr Anhydrid „zum großen Theil in einen neutralen, schön krystallisirenden Körper über“, ein erheblicher Rest besteht allerdings aus dunkel gefärbten „öligen und harzigen Zersetzungsproducten“, aus dem das reine Spirodilacton nur durch Vakuumdestillation und (mehrfacher) Umkristallisation erhalten werden kann.
In jüngeren Publikationen wird der Zusatz von geringen (katalytischen) Mengen von festem Kaliumhydroxid zum Bernsteinsäureanhydrid angegeben.
Bei Verkürzung der Reaktionsdauer und Wechsel zur kontinuierlichen Fahrweise können Ausbeuten > 80 % erzielt werden.
In einer „Safety Note“ wird davor gewarnt, dass die unbeaufsichtigte Reaktion (mehrstündiges Erhitzen im Heizpilz auf 185 °C) zur explosionsartigen Zersetzung des Reaktionsansatzes führen kann.

## Eigenschaften
1,6-Dioxaspiro[4.4]nonan-2,7-dion liegt als Reinsubstanz in großen, farblosen, durchsichtigen prismatischen Kristallen vor, die sich in vielen organischen Lösungsmitteln lösen. Zur Reinigung kann es aus 95 % Ethanol umkristallisiert werden. Im wässrigen Medium erfolgt Hydrolyse zu 4-Oxoheptandisäure.
Bei der Ringöffnung bilden sich zwei geminale Hydroxygruppen am Kohlenstoffatom in 4-Position, die gemäß der Erlenmeyer-Regel unter Wasserabspaltung in eine Carbonylgruppe übergehen.

## Anwendungen
Reduktion von Spirodilacton mit Lithiumaluminiumhydrid (LiAlH4) erzeugt den vierwertigen Alkohol 3-Hydroxymethyl-1,3,6-hexantriol in guter Ausbeute (89 %).
Als Dilacton lässt sich 1,6-Dioxaspiro[4.4]nonan-2,7-dion mit Alkoholen unter Öffnung der Ringstrukturen zu Diestern der 4-Oxoheptandisäure umestern, die mit 2-Ethylhexanol als Alkoholkomponente als ausgezeichnete Weichmacher für Kunststoffe, wie z. B. Polyvinylchlorid PVC (Verbindung (A), mit 2-Methoxyethanol als hochwirksame wasserlösliche Abbeizmittel (Verbindung (B) beschrieben werden.
Aus 1,6-Dioxaspiro[4.4]nonan-2,7-dion ist Pyrrolizidin, die Stammverbindung der lebertoxischen Pyrrolizidinalkaloide, in industriellen Mengen einfach zugänglich.
Besonders intensiv wurde um das Jahr 1990 die Eignung von 1,6-Dioxaspiro[4.4]nonan-2,7-dion als Dicarbonsäureäquivalent für Polymere mit duroplastische wie thermoplastische Eigenschaften untersucht. Die durch Umsetzung von Spirodilacton mit primären funktionellen Aminen zugänglichen Spirodilactame sind sehr starre und temperaturbeständige Molekülbausteine für Hochleistungspolymere.
Mit p-Phenylendiamin (I) entsteht das Spirodilactam-dianilin (SDA), mit 4-Aminophenol das Spirodilactam-diphenol (SDD).
Insbesondere das Diphenolderivat (SDD) wurde als Ausgangsverbindung für Thermoplaste auf der Basis von u. a. Epoxiden oder Bismaleimiden eingehender bearbeitet und als möglicher Ersatz für Bisphenol A (BPA) identifiziert. Die daraus hergestellten Polymere zeichnen sich durch um ca. 80 °C höhere Glastemperaturen Tg im Vergleich zur Referenz BPA aus.
Mit fluorsubstituierter Aromaten wurden thermoplastische aromatische Polyether und Polyetherketone synthetisiert, die sehr hohe Glastemperaturen (>240 °C), geringe Wasseraufnahmen und niedrige Dielektrizitätskonstanten aufweisen und bis über 500 °C thermisch stabil sind.
Die einfache Zugänglichkeit aus in jüngster Zeit preislich wettbewerbsfähiger Bernsteinsäure aus nachwachsenden Rohstoffen und die interessanten Eigenschaften als Building Block für kleine Moleküle und Polymere könnten zukünftigen Forschungen über 1,6-Dioxaspiro[4.4]nonan-2,7-dion neue Impulse geben.